# Piper arcuatum
Piper arcuatum är en pepparväxtart som beskrevs av Carl Ludwig von Blume. Piper arcuatum ingår i släktet Piper och familjen pepparväxter. Inga underarter finns listade i Catalogue of Life.